# Charles Dancla
 (décembre 2023).
Si vous disposez d'ouvrages ou d'articles de référence ou si vous connaissez des sites web de qualité traitant du thème abordé ici, merci de compléter l'article en donnant les références utiles à sa vérifiabilité et en les liant à la section « Notes et références ».
Œuvres principales
- Concertos pour violon op. 78
- Symphonies concertantes op. 6, op. 10, op. 29, op. 98

Jean Baptiste Charles Dancla, né le 19 décembre 1817 à Bagnères-de-Bigorre et mort le 10 octobre 1907 à Tunis, est un violoniste et compositeur français. Il est considéré comme le dernier représentant de l'école classique du violon français.

## Biographie
Ses premières leçons de violon lui sont données par un professeur de sa ville natale. À l'âge de neuf ans, il est entendu à Bordeaux par le célèbre violoniste Pierre Rode. Il est si impressionné par le jeune prodige qu'il le recommande auprès de Pierre Baillot, Luigi Cherubini (directeur du Conservatoire de Paris) et Rodolphe Kreutzer. Fort de ce soutien, Dancla entre alors au Conservatoire de Paris, dans la classe de violon de Baillot. Il fréquente également la classe d'harmonie d'Halévy, ce qui le conduira à tenter le concours du Prix de Rome. Il obtiendra le deuxième Second Grand Prix de composition en 1838. 
Dancla est fortement marqué par Niccolo Paganini qu'il a l'occasion d'écouter en 1830 ainsi que par Henri Vieuxtemps. En 1835, il est nommé violon solo à l'Opéra de Paris, et quelque temps plus tard, premier violon de l'Orchestre de la Société des concerts du Conservatoire. En 1855, il devient l'assistant de Paul Guérin au Conservatoire de Paris, puis y est nommé professeur en 1860. Il sera pendant ses 35 ans d'enseignement un maître prisé.
Charles Dancla était l'ainé d'une fratrie qui comptait encore d'autres musiciens : Arnaud Dancla (1819-1862), violoncelliste et auteur d'une célèbre méthode de violoncelle et Léopold Dancla (1822-1895), violoniste et compositeur de pièces de musique de chambre. Tous trois donnaient régulièrement des soirées de musique de chambre. Leur sœur Laure Dancla (1822-1880) fut une excellente pianiste, enseignante réputée.
Charles Dancla jouait sur un violon français de Gand, qu'il préférait à tout autre violon, y compris aux italiens du XVIIIe siècle, selon le "Dictionary of violin and bow makers" de  W. Henley (article Charles Adolphe GAND), ce qui est en outre confirmé par Charles Dancla lui-même  dans ses "Notes et souvenirs" publiés en 1893.
Mais il a joué aussi par la suite un Stradivarius, qui se nomme désormais "Le Dancla".

## Compositions
- Concertos pour violon op. 78
- Symphonies concertantes op. 6, op. 10, op. 29, op. 98
- Quatuors à cordes
- Trios à cordes
- Duos pour violons

## Pour le violon seul
- 46 Études mélodiques et progressives pour violon seul op. 12
- Le Progrès 10 Études mélodiques pour violon seul op. 54
- 20 Études brillantes et caractéristiques op. 73
- 36 Études mélodiques et très faciles op. 84

## Œuvres pédagogiques
- L'école du violon: méthode complète et progressive de violon (Paris 1844)
- Méthode élémentaire et progressive op. 52 (vers 1860)
- École de l'expression
- École de la mélodie op.
- École du mécanisme op. 74
- École des cinq positions op. 90, op. 122, op. 128, op. 193
- Le semainier du jeune violiniste op. 144 et op. 150

Dancla a également publié un livre, Notes et souvenirs (Paris 1893 et 1898), « suivis du catalogue de ses compositions et de la liste des violinistes célèbres dont les œuvres sont intéressantes et utiles à travailler ».

## Œuvres littéraires
- Notes et souvenirs, Lyon, Éditions Symétrie, 2012 (ISBN 978-2-914373-88-3).